# Okręg wyborczy nr 3 do Sejmu Rzeczypospolitej Polskiej (1991–1993)
Okręg wyborczy nr 3 do Sejmu Rzeczypospolitej Polskiej (1991–1993) obejmował województwo płockie i skierniewickie. W ówczesnym kształcie został utworzony w 1991. Wybieranych było w nim 10 posłów w systemie proporcjonalnym.
Siedzibą okręgowej komisji wyborczej był Płock.

## Wybory parlamentarne 1991
Głosowanie odbyło się 27 października 1991.
| Komitet wyborczy                                      | Komitet wyborczy                                                  | Głosów | %     | Mandaty | Wybrani posłowie               |
| ----------------------------------------------------- | ----------------------------------------------------------------- | ------ | ----- | ------- | ------------------------------ |
|                                                       | Polskie Stronnictwo Ludowe Sojusz Programowy                      | 50 284 | 22,53 | 2       | Waldemar Pawlak, Tadeusz Gajda |
|                                                       | Sojusz Lewicy Demokratycznej                                      | 29 680 | 13,30 | 1       | Wanda Sokołowska               |
|                                                       | Porozumienie Ludowe                                               | 20 873 | 9,35  | 1       | Tadeusz Szymańczak             |
|                                                       | Unia Demokratyczna                                                | 19 186 | 8,60  | 1       | Anna Urbanowicz                |
|                                                       | Porozumienie Obywatelskie Centrum                                 | 14 917 | 6,68  | 1       | Stanisław Hniedziewicz         |
|                                                       | Konfederacja Polski Niepodległej                                  | 10 885 | 4,88  | 1       | Michał Tokarzewski             |
|                                                       | Kongres Liberalno-Demokratyczny                                   | 10 619 | 4,71  | 1       | Eugeniusz Aleksandrowicz       |
|                                                       | Wyborcza Akcja Katolicka                                          | 9711   | 4,35  | 1       | Mariusz Marasek                |
|                                                       | Niezależny Samorządny Związek Zawodowy „Solidarność”              | 9061   | 4,06  | 1       | Maria Żółtowska                |
|                                                       | Polska Partia Przyjaciół Piwa                                     | 7179   | 3,22  | –       |                                |
|                                                       | Solidarność Pracy                                                 | 4187   | 1,88  | –       |                                |
|                                                       | Chrześcijańska Demokracja                                         | 4135   | 1,85  | –       |                                |
|                                                       | Stowarzyszenie Rodzin Katolickich                                 | 3939   | 1,76  | –       |                                |
|                                                       | Koalicja Środowisk Kobiecych                                      | 3146   | 1,41  | –       |                                |
|                                                       | Unia Polityki Realnej                                             | 3083   | 1,38  | –       |                                |
|                                                       | Ruch Demokratyczno-Społeczny                                      | 2953   | 1,32  | –       |                                |
|                                                       | Samorządowy KW                                                    | 2361   | 1,06  | –       |                                |
|                                                       | Stronnictwo Narodowe                                              | 2282   | 1,02  | –       |                                |
|                                                       | Stronnictwo Demokratyczne                                         | 2203   | 0,99  | –       |                                |
|                                                       | Koalicja Polskiej Partii Ekologicznej i Polskiej Partii Zielonych | 1958   | 0,88  | –       |                                |
|                                                       | Zdrowa Polska – Sojusz Ekologiczny                                | 1936   | 0,87  | –       |                                |
|                                                       | Mazowiecka Unia Wyborcza                                          | 1793   | 0,80  | –       |                                |
|                                                       | Partia Wolności                                                   | 1743   | 0,78  | –       |                                |
|                                                       | Polska Partia Ekologiczna – Zieloni                               | 1650   | 0,74  | –       |                                |
|                                                       | Partia Chrześcijańskich Demokratów                                | 1346   | 0,60  | –       |                                |
|                                                       | Blok Ludowo-Chrześcijański                                        | 988    | 0,44  | –       |                                |
|                                                       | Polska Partia Niepodległościowa                                   | 831    | 0,37  | –       |                                |
|                                                       | Polski Związek Zachodni                                           | 386    | 0,17  | –       |                                |
| Frekwencja: 35,32% Źródło: Państwowa Komisja Wyborcza |                                                                   |        |       |         |                                |